# Club de Fútbol Palencia
|  | No s'ha de confondre amb Palencia Club de Fútbol. |

El Club de Fútbol Palencia fou un club de futbol de la ciutat de Palència a Castella i Lleó.

## Història

### Antecedents
El 24 de març de 1929 en què es fundà la primera societat amb el nom de Club Deportivo Palencia. Des d'aleshores els clubs de futbol de la ciutat han rebut els següents noms:
- 1929-1941 Club Deportivo Palencia
- 1941-1951 Fábrica Nacional de Palencia, en fusionar-se amb el CD Fabrica Nacional de Armas
- 1951-1960 Atlético Palencia
- 1960-1964 Palencia Club de Fútbol, després de fusionar-se amb el Castilla
- 1968-1986 Palencia Club de Fútbol, refundació a partir del CD Otero de Palencia

Com a principals fites assolides podem esmentar l'ascens a Tercera la temporada 1942-43 (CD Fábrica de Armas Palencia). Un nou ascens a Tercera Divisió el 1954 (Atlético de Palencia).
L'any 1977 obté una plaça per la recent creada Segona Divisió B. Dos anys més tard assolia el seu major èxit a la seva història en ascendir a Segona A. Romangué dues temporades abans de retornar-hi el 1982 per estar-hi dues temporades més. El 2 d'agost de 1986 el club desapareix per greus problemes econòmics.

### Refundació
El Club Deportivo Cristo Olímpico es va fundar l'any 1975 a partir de la fusió de dos clubs de recent creació, el Club El Cristo (1974) i el F.J. Olímpico (1973). Després de passar el seu primer lustre de vida a categories regionals, el 1980 va ascendir a Tercera. Coincidint amb el seu salt a categoria nacional, es va convertir en filial del Palencia Club de Fútbol, que llavors militava a la Segona Divisió A.
L'any 1986, davant la imminent desaparició del Palencia CF, el CD Cristo Olímpico va trencar el seu vincle filial per a poder continuar la seva trajectòria en solitari, sense veure's arrossegat per la caiguda del primer equip. Un cop desaparegut el Palencia CF, el Cristo Olímpico es va convertir en el primer equip de la ciutat de Palència. En un moment, va canviar el seu nom a Palencia Deportivo Cristo Olímpico, fins que el 1989 va recuperar la denominació històrica per a anomenar-se Club de Fútbol Palencia Cristo Olímpico. El club morat va mantenir aquesta denominació fins que el 1999 va passar a anomenar-se, simplement, Club de Fútbol Palencia.
Evolució del nom:
- 1975-1986 CD Cristo Olimpico
- 1986-1989 Palencia Deportivo Cristo Olímpico
- 1989-1999 Club de Fútbol Palencia Cristo Olímpico
- 1999-2012 Club de Fútbol Palencia

### Desaparició
Una greu situació econòmica provocà que el novembre de 2012, l'administrador concursal anunciés la liquidació del club. S'intentà salvar el club mitjançant donacions particulars, i el 30 de novembre la plantilla inicià una vaga, fins que el 4 de desembre s'anuncià la desaparició definitiva del club. El gener de 2013 el Jutge del Mercantil de la capital provincial dictà el cessament d'activitat del CF Palencia.
El successor del CF Palencia és el Club Deportivo Palencia Balompié.

## Estadi
El 12 de setembre de 1943 s'inaugurà l'estadi municipal de La Balastera amb capacitat per a 12.500 espectadors i unes dimensions de 106x70 metres.
El Nuevo estadio Municipal La Balastera s'inaugurà el 10 d'octubre de 2006 amb el partit Espanya - Itàlia sub21. Té una capacitat per a 8.070 espectadors.

## Himne
- Enllaç amb l'himne del club Arxivat 2007-09-28 a Wayback Machine.

## Dades del club
- Temporades a Primera Divisió: 0
- Temporades a Segona Divisió: 0
- Temporades a Segona Divisió B: 14
- Temporades a Tercera Divisió: 17
- Temporades a Categoria Regional: 5
- Millor posició a la lliga: 3r (Segona Divisió B temporades 2006-07 i 2009-10)
- Pitjor posició en categoria nacional: 19è (Tercera Divisió temporada 1980-81)

## Palmarès
- 1 Lliga de Segona Divisió B: 1978-79,
- 5 Lliga de Tercera Divisió: 1946-47, 1989-90, 1997-98, 2000-01, 2002-03.